# 8327 Weihenmayer
8327 Weihenmayer eller 1981 JE3 är en asteroid i huvudbältet som upptäcktes den 6 maj 1981 av det amerikanska astronom paret Eugene M. och Carolyn S. Shoemaker vid Palomar-observatoriet. Den är uppkallad efter amerikanen Erik Weihenmayer.
Asteroiden har en diameter på ungefär 9 kilometer.